# Негрилья-де-Паленсія
Негрилья-де-Паленсія (ісп. Negrilla de Palencia) — муніципалітет в Іспанії, у складі автономної спільноти Кастилія-і-Леон, у провінції Саламанка. Населення — 139 осіб (2010).
Муніципалітет розташований на відстані близько 180 км на північний захід від Мадрида, 15 км на північний схід від Саламанки.

## Демографія
Динаміка населення (INE ):

## Зовнішні посилання
- Провінційна рада Саламанки: індекс муніципалітетів [Архівовано 23 квітня 2009 у Wayback Machine.]
- Посилання на Google Maps